# Gévaudan (région naturelle)
Pour les articles homonymes, voir Gévaudan (homonymie).
Le Gévaudan  est une micro-région naturelle française située au sud de la Margeride. Elle ne doit pas être confondue avec l'ancienne province du Gévaudan, région historique plus vaste correspondant approximativement au département de la Lozère.

## Situation
Le pays du Gévaudan constitue la partie lozérienne des monts de la Margeride. Certains auteurs en excluent également le pays de Saugues. La définition exacte du territoire est difficile car le nom de Gévaudan désigne principalement une très ancienne province. Bénédicte et Jean-Jacques Fénié notent que « si le Gévaudan est un ensemble vaste englobant de nombreux petits pays, la personnalité géographique des Grands Causses et des Cévennes s'en est bien démarquée et a relégué le vieux pagus aux hauts plateaux boisé où naissent la Truyère et l'Allier ».